# Аз, шпионинът
„Аз, шпионинът“ (на английски: I Spy) е американска шпионска комедия от 2002 г. на режисьора Бети Томас, с участието на Еди Мърфи и Оуен Уилсън. Филмът е базиран на едноименния сериал, който е излъчен от 1960-те години и участваха Робърт Кълп и Бил Косби. Премиерата на филма е в Съединените щати на 1 ноември 2002 г.